# Adolphe Moreau
Pour les personnes ayant le même patronyme, voir Moreau.
Adolphe Moreau est un homme politique français né le 27 février 1802 à Bar-le-Duc (Meuse) et décédé le 20 juin 1879 à Commercy (Meuse).

## Biographie
Propriétaire terrien à Morville, maire de Chonville, conseiller d'arrondissement, il est député de la Meuse de 1848 à 1849, siégeant avec la droite.